# Bataille d'Endor
Pour le téléfilm, voir La Bataille d'Endor.
Guerre Civile Galactique
Batailles
- Grande purge Jedi
- Scarif
- Yavin
- Hoth
- Endor

Contingence
- Mandalore
- Jakku

La bataille d'Endor est une bataille terrestre et spatiale fictive se déroulant dans l'univers de Star Wars, quatre ans après la bataille de Yavin, et mise en scène dans l'épisode VI : Le Retour du Jedi, sorti au cinéma en 1983. Elle oppose l'Alliance rebelle à l'Empire galactique et marque la fin de la Guerre Civile Galactique.
Ayant appris par l'intermédiaire d'espions bothans qu'une nouvelle Étoile noire est en construction dans le système isolé d'Endor, que son armement n'est pas encore opérationnel et que l'Empereur en personne supervise l'achèvement du chantier, le chef de l'Alliance, Mon Mothma, décide de lancer une attaque d'envergure pour détruire la station spatiale. C'est ainsi qu'une large flotte, conduite par l'amiral Ackbar, tente de mener une attaque-éclair qui, étant censée bénéficier de l'effet de surprise, anéantira l'ennemi après qu'un commando rebelle aura détruit le générateur de bouclier qui protège la station.
Cependant, il s'avère bien vite que l'ensemble de l'opération n'est en réalité qu'un piège imaginé par l'Empereur, qui a volontairement fourni aux Rebelles de fausses informations ; le superlaser de l'Étoile de la Mort fonctionne parfaitement et une flotte massive de Destroyers Stellaires coupe toute retraite aux forces spatiales de la Rébellion. Sur la lune d'Endor, c'est toute une garnison tirée des meilleures troupes de l'Empire qui attend le maigre commando rebelle. De plus, Luke Skywalker, prisonnier, est amené par son père Dark Vador devant l'Empereur pour qu'il tente de le convertir au côté obscur de la Force.
Ce n'est que grâce au soutien des Ewoks, qui habitent la lune forestière, que la situation au sol se renverse en faveur des Rebelles qui parviennent à détruire le générateur de bouclier. Alors que Lando Calrissian, à bord du Faucon Millenium, et Wedge Antilles se frayent un passage à travers la brèche venant de s'ouvrir au creux de l'Étoile de la Mort, Dark Vador tue l'Empereur, qui essaie d’exécuter son fils, et rétablit l'équilibre dans la Force en accomplissant la prophétie de l'Élu. Définitivement repenti, mais trop souffrant, il meurt à son tour. Luke parvient à quitter la station spatiale, avec le corps de son père, avant sa destruction.

## Historique

### Contexte

#### Vision de Roan Shryne
En 18 av. BY, alors qu'il est sur le point d'être tué par Dark Vador sur Kashyyyk, le maître Jedi Roan Shryne dévoile à son agresseur, dont il vient d'apprendre la véritable identité, une vision qu'il a eue sur Murkhana dans laquelle il comprend que Skywalker finira par rétablir l'équilibre dans la Force lors de la bataille d'Endor, quelles que soient ses actions passées.

#### Une seconde Étoile de la Mort
Des années plus tard, la destruction de la première Étoile de la mort au cours de la bataille de Yavin est un véritable choc pour l'Empire. L'Empereur convoque Bevel Lemelisk, ingénieur en chef de la station spatiale et, le tenant pour seul responsable de sa destruction, le tue. Cependant, il fait ensuite en sorte, grâce au côté obscur, de le ressusciter dans un corps cloné pour qu'il puisse concevoir une nouvelle Étoile de la Mort, cette fois totalement infaillible. Au lieu de recréer un puits de refroidissement du réacteur, qui avait permis à l'Alliance rebelle de provoquer une réaction en chaîne fatale lors de la bataille de Yavin, Lemelisk décide de concevoir des milliers de canaux évacuant la chaleur. Cette solution est privilégiée malgré son coût très élevé.
Le système d'Endor, en raison de son fort éloignement du Noyau et des routes commerciales hyperspatiales, est le lieu de construction choisi. L'Empereur décide de placer le chantier sous le commandant du Moff Tiaan Jerjerrod. À la surface d'Endor, un bouclier déflecteur, gardé par le général Veers et la Force Tempête, unité militaire de la Marine,  permet de protéger la station.

### Prélude

#### L'incident duSuprosa
À la suite de la bataille de Hoth et de l'épisode de Bespin, durant lequel Han Solo est fait prisonnier et Luke Skywalker apprend l'identité de son père, le Haut Commandement Rebelle apprend qu'un navire impérial, le Suprosa, transporte des informations secrètes d'importance considérable. Mon Mothma décide donc de l'attaquer pour s'emparer des renseignements. L'opération est placée sous le commandement de Luke Skywalker, appuyé par Dash Rendar, mercenaire corellien, et des pilotes d'Y-Wing bothans. L'attaque se déroule en orbite autour de Bothawui. L'opération est un succès, mais de nombreux Bothans trouvent la mort. Les informations récupérées permettent aux Rebelles de prendre connaissance du nouveau projet impérial : une seconde Étoile Noire en construction dans le système d'Endor. Ils apprennent que la station est protégée par un bouclier déflecteur, émis depuis la lune forestière, que son superlaser n'est pas encore opérationnel et surtout, ils savent depuis la bataille de Korriban que l'Empereur Palpatine supervise lui-même la fin du chantier. Cependant, ils sont loin de se douter que c'est ce dernier qui leur a permis de prendre possession des plans, dans le but les attirer pour les détruire définitivement,...

#### Rassemblement des forces rebelles
Depuis la bataille de Hoth, les forces de l'Alliance rebelle sont séparées en trois groupes distincts. D'un autre côté, Han Solo vient d'être libéré de la forteresse de Jabba le Hutt sur Tatooine par Luke, Leia, Lando, Chewbacca, R2-D2 et C-3PO. Tous se rassemblent près de Sullust à l'initiative du Haut Commandement. Les Rebelles y lancent une attaque pour leurrer l'Empire et attirer ses forces loin d'Endor. Cette tentative est un échec : l'Empereur ne prête aucune attention à la manœuvre et fait en sorte de ne pas disperser sa flotte. Au contraire, il la rassemble en vue de la prochaine bataille.
Le dernier briefing avant l'attaque a lieu à bord du Home One, vaisseau-amiral de la flotte rebelle. Mon Mothma, l'amiral Ackbar et le général Crix Madine présentent l'attaque. La navette de classe Lambda Tydirium, volée à l'Empire, permettrait à un commando rebelle, dont le commandement est confié à Han Solo, de se poser sur la lune d'Endor pour qu'il détruise le générateur de bouclier. Ensuite, la voie étant dégagée, des chasseurs iraient détruire le réacteur principal de l'Étoile de la Mort, provoquant sa destruction. L'assaut devrait être le plus bref possible, afin de limiter les pertes, car l'Alliance ne dispose pas des forces nécessaires pour rivaliser longuement avec les vaisseaux impériaux.

### Déroulement

#### Opération au sol
Grâce à la navette Tydirium, subtilisée par Wedge Antilles sur Prefsbelt IV, et à des codes impériaux volés, le commando rebelle parvient à passer le contrôle spatial et à se poser sur la lune forestière. Une fois au sol, il doit se mesurer à des patrouilles de scout-troopers, et leur première rencontre se termine mal : Luke et Leia sont séparés du reste du groupe. Si Luke parvient à retrouver ses compagnons, ce n'est pas le cas de Leia qui s'est perdue dans la forêt. Elle rencontre toutefois Wicket, un Ewok originaire d'Endor, qui l'emmène à son village.
Partis à la recherche de Leia, Han, Luke, Chewbacca, R2-D2 et C-3PO tombent dans un piège ewok et sont à leur tour emmenés au village, ligotés, sauf C-3PO que les Ewoks prennent pour un dieu à cause de son revêtement doré. Ils comprennent bien vite qu'ils vont faire office de dîner. Afin d'empêcher ça, Luke utilise la Force pour faire léviter C-3PO. Les Ewoks prennent peur et délivrent les Rebelles. 
Par la suite, Luke décide de rendre visite à son père pour tenter de le ramener du côté lumineux de la Force. Il est fait prisonnier par une patrouille impériale placée sous la responsabilité du commandant Igar. Dark Vador emmène son fils voir l'Empereur à bord de l'Étoile de la Mort dès le lendemain.
De son côté, le commando rebelle parvient facilement à prendre un bunker impérial qui servait d'entrée secrète au générateur et capture le personnel présent.

#### Début de l'attaque spatiale
Les premiers vaisseaux rebelles font leur apparition dans le ciel d'Endor peu après. Alors que le Faucon Millenium s'apprête à lancer l'attaque, Lando Calrissian se rend compte que les détecteurs du vaisseau sont brouillés. Or, il faudrait que l'Empire soit au courant de leur arrivée pour brouiller ainsi leurs senseurs. Il ordonne bien vite à l'ensemble des chasseurs de faire demi-tour. L'Amiral Ackbar, qui demande le repli immédiat, comprend à cet instant que sa flotte est tombée dans un piège ; une vaste armada, commandée par l'Amiral Piett et trois Grands Amiraux, Nial Declann, Miltin Takel et Afsheen Makati, vient d'apparaître des deux côtés de la lune. Peu de temps après, l'Empereur donne l'ordre d'activer le superlaser. Le premier navire rebelle à tomber est le Liberty. Lando Calrissian demande alors à l'amiral Ackbar de se rapprocher des destroyers stellaires impériaux, afin d'éviter un nouveau tir de l'Étoile de la Mort, car selon lui les Impériaux ne prendraient pas le risque de détruire leurs propres vaisseaux. Les canonniers réussissent quand même à détruire les croiseurs Urjani et Maria.

#### Retournements de situation
Au sol, le commando dirigé par Han Solo est capturé contre toute attente. Conformément aux plans de l'Empereur, toute une légion des meilleures troupes de l'Empire, chargée de protéger le générateur, a été déployée. Personne n'a prévu cependant qu'une véritable armée d'Ewoks ferait son apparition. Ces derniers font en sorte de libérer le commando rebelle en mettant hors d'état de nuire une bonne partie des stormtroopers présents et attirent les autres dans la forêt. Malgré ce renversement, la porte du bunker est restée fermée et il faut accéder à l'intérieur pour placer correctement les explosifs chargés de détruire le générateur. R2-D2, touché par un tir de blaster, s'avère dans l'incapacité d'accomplir cette tâche. 

#### Duel entre Luke Skywalker et Dark Vador
Depuis la salle du trône de Palpatine dans laquelle son père l'a emmené, Luke Skywalker observe, impuissant, la flotte rebelle dont les effectifs diminuent de minute en minute. Tenté par l'Empereur et ses multiples provocations, il saisit son sabre laser et l'attaque. Mais Dark Vador est prêt à défendre son maître et le duel commence. D'un coup brusque, Luke l'envoie au bas de la salle et est félicité par l'Empereur, derrière lui. Il décide de s'arrêter et éteint son sabre. Mais Vador poursuit ses offensives jusqu'à ce que Luke se cache sous la salle du trône. 

#### Explosion du générateur
Sur Endor, Chewbacca, aidé de deux Ewoks, prend possession de Tempête Scout 2, un AT-ST avec pour pilote le major Marquand et pour artilleur le lieutenant Watts. L'appareil leur permet de lancer une contre-attaque qui fait définitivement basculer la bataille en faveur des Ewoks et du camp rebelle. L'AT-ST rejoint Leia Organa et Han Solo, qui monte à bord et envoie un message au bunker, dans lequel il se fait passer pour le pilote et déclare que la bataille est terminée et qu'il faut envoyer des renforts pour traquer les survivants Ewoks. Le contrôleur responsable du bunker, confiant, fait ouvrir la porte de l'entrée pour envoyer trois escouades. Celles-ci découvrent à la sortie toute l'armée Ewok qui les attend. Une fois la porte ouverte, les Rebelles peuvent installer leurs explosifs, des charges protoniques. Une fois le générateur de bouclier détruit, la station spatiale est vulnérable aux attaques. Le Faucon Millenium, Wedge Antilles et quelques chasseurs de l'Alliance peuvent donc s'infiltrer dans les entrailles de l'Étoile de la Mort, talonnés de très près par des chasseurs TIE, pour détruire le réacteur principal. 

#### IG-88A
Depuis le début de la bataille, les Impériaux ignorent qui contrôle réellement l'Étoile de la Mort. Des années plus tôt, IG-88, un droïde assassin et chasseur de primes ayant transféré sa conscience dans trois autres modèles, qui sont devenus IG-88B, IG-88C et IG-88D, a préparé une révolution droïde visant à assurer leur suprématie sur la galaxie. Le droïde original, IG-88A, dernier restant de la série, a créé un duplicata du noyau informatique de la station, l'a échangé avec le vrai et a transféré sa conscience dans l'ordinateur même. Quand les Impériaux ont installé le noyau, IG-88A est littéralement devenu l'Étoile de la Mort, disposant d'un accès et d'un contrôle total sur tous les systèmes. Aucun Impérial ne s'en est rendu compte hormis Palpatine qui a suspecté une présence étrangère quand plusieurs portes de la salle du trône se sont ouvertes et fermées mystérieusement. Quand les Rebelles arrivent, IG-88A enclenche le superlaser lorsque les canonniers de la station en donnent l'ordre, laissant les Impériaux croire qu'ils contrôlent bien celle-ci. En même temps, il se prépare à envoyer un signal qui pousserait tous les droïdes à se retourner contre leurs maîtres respectifs. 

#### Mort de l'Empereur
Toujours caché sous la salle du trône, Luke tente de fermer son esprit aux intrusions tentées par Vador. Celui-ci découvre bientôt que Luke a une sœur — Leia — et déclare alors que s'il ne bascule pas du côté obscur, peut-être qu'elle le fera. En réaction à ces paroles, Luke, plongé dans une colère noire, sort de sa cachette, prend rapidement le dessus sur Vador et lui coupe la main, entraînant son sabre laser dans sa chute. Palpatine s'approche et le félicite, puis lui ordonne de tuer son père. Mais Luke observe tour à tour sa main cybernétique et celle, encore fumante, de son père, et comprend qu'il pourrait basculer du côté obscur. Il jette son arme et fait face l'Empereur. Ce dernier, à bout de patience, lui envoie des rafales dévastatrices d'éclairs de Force.
Vador, sérieusement blessé, s'est relevé et observe l'exécution de Luke quand, tiraillé entre la loyauté pour son maître et son amour pour son fils, il se rappelle comment il a causé la mort de Padmé Amidala plusieurs décennies auparavant. Il refuse de voir son fils mourir ainsi et abandonne le côté obscur pour se rebeller contre Palpatine, qu'il emporte à bout de bras et propulse dans le puits du réacteur de l'Étoile de la Mort, provoquant sa mort et la fin de son règne de terreur. Anakin Skywalker vient de rétablir l'équilibre dans la Force, tel que l'avait prédit la prophétie de l'Élu.

#### Fin de la bataille
Afin de limiter le nombre de chasseurs impériaux qui traqueraient Lando Calrissian et Wedge Antilles à l'intérieur de la station spatiale, l'Amiral Ackbar ordonne de concentrer tous les tirs sur l'Executor, le Super Destroyer Stellaire commandé par l'Amiral Piett. Sous les coups répétés des vaisseaux de ligne de l'Alliance et de deux chasseurs A-Wing qui détruisent une des parties vitales du vaisseau, l'écran de protection flanche. Alors qu'il attaque le Super Destroyer Stellaire de front, le Leader Vert, Arvel Crynyd, se sachant perdu par des tirs défensifs de batteries de turbolasers, se suicide en envoyant son chasseur frapper la passerelle de commandement. Avant que la passerelle secondaire puisse acquérir le contrôle du croiseur, tel que le fonctionnement d'un vaisseau le prévoit en cas de destruction de la passerelle principale, l'immense croiseur s'écrase à la surface de l'Étoile de la Mort, irrémédiablement attiré par la force gravitationnelle de la station. 
Étant partis de la salle du trône de l'Empereur, Luke Skywalker et son père parviennent au pied d'une navette Lambda. Anakin, qui souhaite voir son fils avec ses propres yeux, demande à Luke de retirer son masque, puis, gravement blessé, meurt.
Enfin, le Faucon Millenium piloté par Calrissian et le X-Wing du Leader Rouge Wedge Antilles parviennent au complexe du réacteur. Ils le détruisent à l'aide de torpilles protoniques et de missiles à concussion. Par miracle, ils parviennent à s'échapper de la station en flammes, tout comme Luke Skywalker, à bord d'une navette Lambda, qui emmène le corps de son père avec lui. L'Étoile de la Mort explose peu après. Y périssent le Moff Tiaan Jerjerrod, le Grand Amiral Nial Declann et nombre d'Impériaux. IG-88 est détruit lui aussi ; la Révolution droïde qu'il a planifié ne survient donc pas.
Après la destruction de la station spatiale, la flotte impériale s'en va à la débandade. Selon le Grand Amiral Thrawn, la chute du moral est en partie due à la mort de l'Empereur, qui galvanisait ses troupes à travers la Force. On sait également que Nial Declann, qui est sensitif à la Force et qui est mort dans l'explosion de l'Étoile de la Mort, utilisait la méditation de combat pour aider la flotte. Quoi qu'il en soit, le capitaine Gilad Pellaeon du Chimaera prend le commandement et ordonne le repli vers la planète Annaj, dans le Secteur Moddell. Trois destroyers sont capturés. Côté rebelle, c'est un cinquième de la flotte qui est détruite, dont plusieurs croiseurs Mon Calamari.

### Conséquences
Les Ewoks et les Rebelles font la fête pendant la nuit. La nouvelle et la joie qui s'ensuit parcourt la galaxie ; des célébrations se déroulent par exemple sur Naboo, Tatooine et Bespin. Luke, après avoir brûlé le corps de son père, le voit apparaître en fantôme en compagnie d'Obi-Wan Kenobi, et de Yoda et de Anakin Skywalker. Sur Coruscant, alors centre de l'Empire, les citoyens font tomber des statues de l'Empereur et attaquent des Impériaux dans la rue. Cependant, la rébellion est matée par les troupes d'Ysanne Isard, Directrice du Renseignement Impérial, et il faut attendre deux ans avant la libération de la planète.
La Nouvelle République est créée un mois après la bataille d'Endor, lorsque huit signataires (dont Mon Mothma, Leia Organa, Borsk Fey'lya et l'Amiral Ackbar) ratifient sa déclaration officielle. Luke Skywalker, après avoir rencontré nombre de Jedi possibles comme Kyle Katarn ou Corran Horn, s'emploie à mettre sur pied un nouvel Ordre Jedi. En 11 ap.BY, il obtient la permission de la Nouvelle République de fonder une académie sur Yavin IV.

## Adaptations

### Traitement cinématographique
La bataille d'Endor est mise en scène pour la première fois dans le sixième épisode de la saga Star Wars, Le Retour du Jedi, sorti en 1983 et réalisé par Richard Marquand sur un scénario de George Lucas, créateur de l'univers Star Wars, et Lawrence Kasdan. Elle s'étale sur l'intégralité du troisième acte du film. Le montage présente successivement tous les lieux de la bataille : la forêt d'Endor, l'orbite de la lune et la salle du trône de l'Empereur. Si, pour certains commentateurs, le duel entre Vador et Luke se termine trop rapidement, la tension n'en est pas moins palpable. À l'origine, le personnage de Lando Calrissian ne devait pas survivre en sortant de l'Étoile de la Mort, mais des projections tests font changer d'avis George Lucas qui le réintègre dans l'histoire. 
L'idée d'une bataille dans une forêt vient de la première version du scénario d'Un nouvel espoir, qui incluait une tribu de Wookiees affrontant les troupes de l'Empire. Le thème d'un peuple primitif triomphant d'un ennemi supérieur en nombre et en technologie est inspiré par la guerre du Viêt Nam. Lors de l'écriture du Retour du Jedi, Lucas décide de remplacer les Wookiees par des Ewoks, estimant que Chewbacca fait partie d'une espèce trop sophistiquée. 
Les scènes se déroulant sur la lune forestière d'Endor ont été tournées dans le Parc national de Redwood, dans la forêt de séquoias au nord du comté de Humboldt, en Californie, durant deux semaines. Les arrières-plans de la course de motojets ont été tournés en utilisant une Steadicam spéciale. Garrett Brown, inventeur de la Steadicam, servit lui-même d'opérateur en filmant au rythme d'une image par seconde. En marchant à 8 km/h et en projetant le film à 24 frames par seconde, la caméra semble ainsi aller à la vitesse de 190 km/h environ. 
Richard Marquand, réalisateur du film, Robert Watts, coproducteur, jouent respectivement les rôles du major Marquand et du lieutenant Watts, présents dans un AT-ST. Ben Burtt, ingénieur du son, joue le rôle du colonel Dyer, dans le bunker du générateur de bouclier, qui ordonne à Han Solo de ne pas bouger mais qui tombe par-dessus une rambarde en faisant le cri Wilhelm, présent dans tous les films de la saga.
Pour les éditions spéciales de la trilogie réalisées en 1997, puis pour les versions DVD de 2004, plusieurs changements mineurs sont apportés au film. En plus des modifications liées à la couleur, aux effets sonores, à la musique et à quelques plans de la bataille spatiale, de brèves scènes de fêtes (sur les planètes de Naboo, Tatooine, Bespin et Coruscant) sont ajoutées à la fin du film, et le fantôme d'Anakin qui apparaît à Luke sur Endor n'est plus interprété par Sebastian Shaw mais par Hayden Christensen, qui interprète Anakin dans la prélogie. Lucasfilm a également déclaré que la version DVD de 2004 correspondait à la version canon des évènements.

### It's a trap!
Au début de la bataille, après que la flotte de l'Alliance est sortie de l'hyperespace, l'Amiral Ackbar, leader Mon Calamari des forces rebelles, s'écrie « It's a trap ! » (« C'est un piège ! » en VF). Cette citation fait l'objet depuis 2002 d'un mème sur Internet : il désigne aussi un danger quelconque. 

### Univers étendu
L'épisode VI inspire plusieurs séries dérivées, dont une novélisation de James Kahn,, des séries télévisées et des jeux vidéo. Les Ewoks sont particulièrement visés puisqu'ils font l'objet d'une série télévisée américano-canadienne en 1985, Star Wars: Ewoks. Ils sont également les protagonistes principaux du téléfilm L'Aventure des Ewoks (1984) et sa suite, La Bataille d'Endor (1985). Plusieurs jouets reprennent des éléments de la bataille d'Endor, comme des sets Lego. Plusieurs jeux vidéo également, dont Lego Star Wars II : la Trilogie originale, X-Wing Alliance, Force Commander, Battlefront et Battlefront II.
Il n'est nullement fait mention de l'histoire d'IG-88 et de la Révolution droïde dans le film. Cette facette du personnage, qui a fait une brève apparition dans l'épisode V : L'Empire contre-attaque, est développée dans une nouvelle de Kevin J. Anderson, Therefore I Am: The Tale of IG-88, parue en 1996 dans un recueil intitulé Tales of the Bounty Hunters.
Une nouvelle approche des évènements est aussi décrite dans Star Wars Infinities: Return of the Jedi, une bande dessinée uchronique basée sur l'échec du sauvetage de Han Solo dans le palais de Jabba. Après maintes péripéties, c'est cette fois trois Skywalker, Luke, Anakin et Leia, qui se retrouvent sur l'Étoile de la Mort. Le dénouement est à peu près identique avec la destruction de la station et la rédemption de Vador si ce n'est que l'Empereur parvient à s'échapper.
Dans le comic « Apocalypse Endor » (2002), le scénariste Christian Read et le dessinateur Clayton Henry ont abordé la bataille du point de vue impérial : ils narrent le témoignage d'un ancien stormtrooper. Le soldat présente les Ewoks comme des « monstres » impitoyables. Il explique leur guérilla, Il raconte que, la nuit, leurs bruits de tambours rendaient fous les Impériaux. Des stormtroopers étaient kidnappés et assassinés. Des corps déchiquetés furent retrouvés. D'autres tombèrent dans leurs pièges et moururent dans d'atroces souffrances. Au moment de la bataille, il valait mieux être capturé par les rebelles que de tomber entre les mains de Ewoks.
L'action du comic "Naufragé" de Lucas Marangon, se déroule treize mois après la bataille. Abandonné, sans aucune information de la situation de l'Empire,  un scout-trooper rencontre un rebelle avec qui il va sympathiser.
Dans The Essential Guide to Warfare (2012), Jason Fry et Paul R. Urquhart ont imaginé une interview du stormtrooper Hume Tarl. « J'ai vu ce que ces Ewoks ont fait. Les historiens adorent parler des supposées atrocités commises par l'Empire, mais qu'en est-il de ce que j'ai vu sur Endor ? Ils nous ont massacré comme des animaux, Mademoiselle Towani. Est-ce que ça ne compte pas comme une atrocité ? » expliquait l'ancien soldat impérial.